# Munții Gutâi

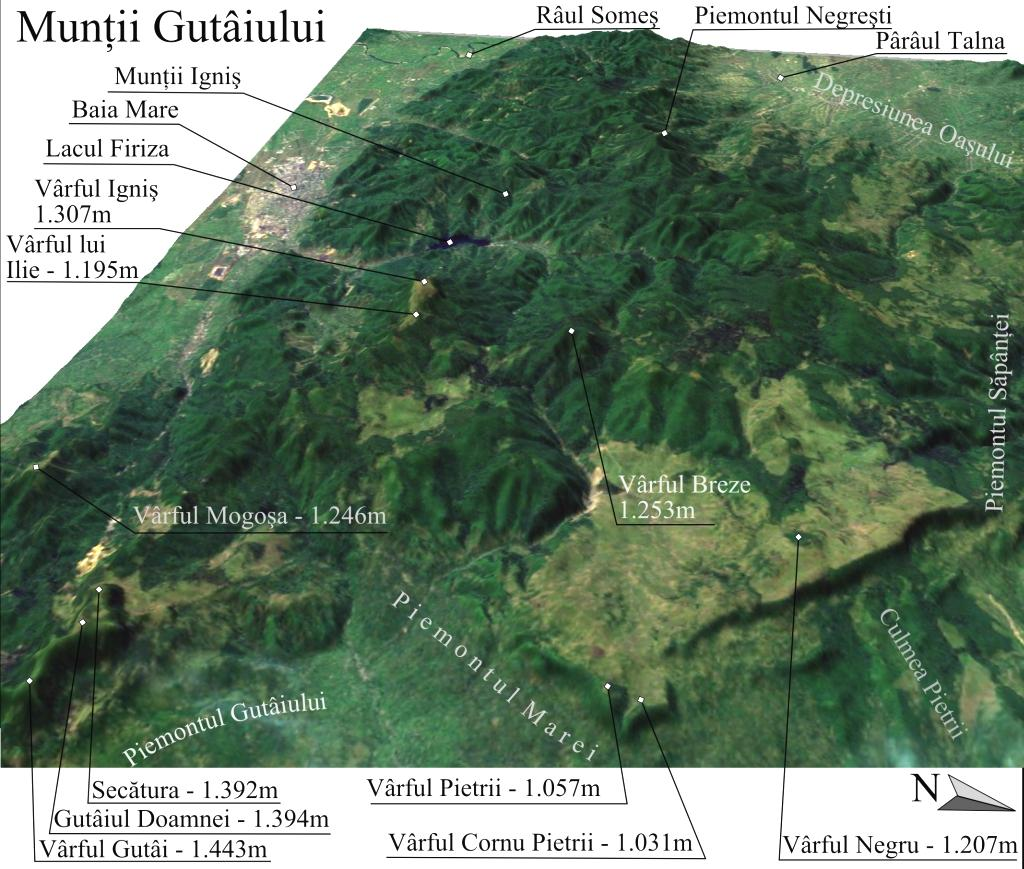
Munții Gutâi

Munții Gutâi  sunt o grupă muntoasă a Carpaților Maramureșului și Bucovinei, aparținând de lanțul muntos al Carpaților Orientali. Ei constituie primul segment al lanțului eruptiv neogen Vihorlat-Gutîi-Harghita, dezvoltat aproape integral pe teritoriul României. 
Sunt situați în nord-vestul Carpaților Orientali, în cadrul lanțului munților vulcanici, între Depresiunea Maramureș la nord, Munții Țibleș și Depresiunea Lăpuș la sud-est, Depresiunea Copalnic la sud și Depresiunea Baia Mare la vest. La poalele lor este situat orașul Baia Mare.
Din Masivul Gutâi fac parte și Munții Igniș, situați la nord-vest de aceștia, separați de Pasul Gutâi, și care se prelungesc în aceeași direcție cu Munții Oaș.
Masivul Gutâi este acoperit cu păduri de foioase și conifere, iar în partea superioară de pășuni. Este traversat de șoseaua Sighetu Marmației - Baia Mare, care se desfășoară peste Pasul Gutâi situat în vestul Munților Gutâi (987 m), respectiv de șoseaua Sighetu Marmației - Ocna Șugatag - Cavnic, peste Pasul Neteda (1058 m).

## Alcătuire
Este alcătuit din andezite, piroclastite, andezite bazaltice, aglomerări vulcanice și revărsări de lavă.

## Vârfuri

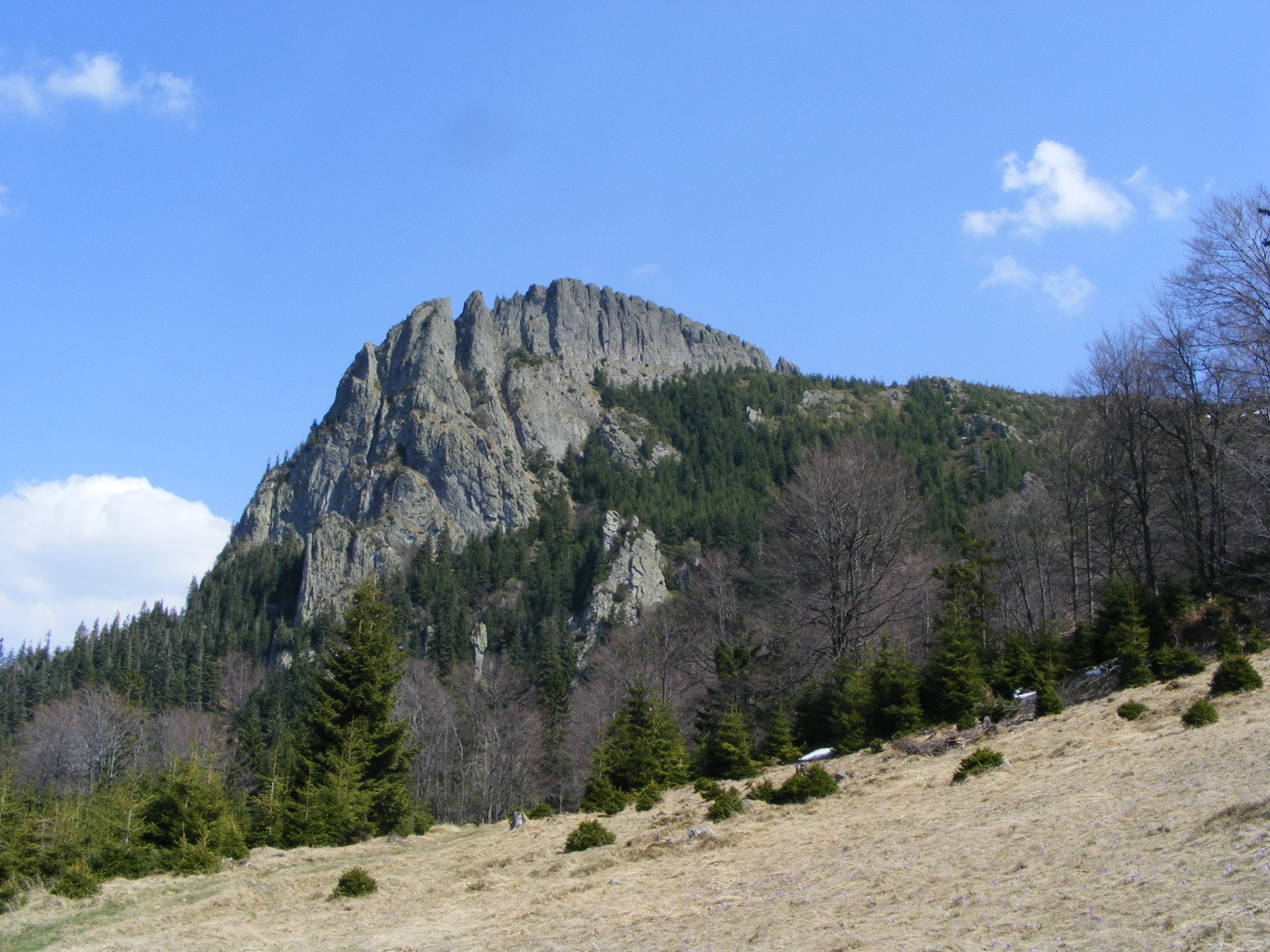
Vârful Creasta Cocoșului, aprilie 2009

Vârful Gutâiul Mare, septembrie 2009

Cel mai înalt pisc este Vârful Gutâiul Mare, având 1.443 m.  
Alte vârfuri care se individualizează sunt Creasta Cocoșului (1428 m), Gutâiul Doamnei (1424 m), Gutăiul Mic (1398), Secătura (1392 m)   Mogoșa (1246 m).

### Vârful Creasta Cocoșului
Pe Vârful Creasta Cocoșului, având 1.428 metri altitudine, numit și Tifăria Gutâiului, Pana Cocoșului, Țurana Gutâiului, Piatra Mare, există o rezervație pe 50 de hectare unde trăiesc, printre alte animale ocrotite, acvila de stâncă sau acvila aurie (Aquila chrysaetos), corbul (Corvus corax), uliul (Accipiter nisus), acvila țipătoare mică (Aquila pomarina), codobatura vânătă (Motacilla cinerea).

## Economie
Există exploatări forestiere și zăcăminte de minereuri neferoase și polimetalice. În zonă se practică păstoritul. 